# Адельфат
Адельфат (др.-греч. ἀδελφᾶτον — братьев, братский) — право управлять монастырским имуществом и распоряжаться монастырским доходом, полученное за значительный вклад в монастырь по договору между монастырём и адельфотарием. Получил распространение преимущественно в Византии. Адельфотарий мог стать постриженником монастыря (эсомонит от греч. ἐσωμονίται) и получить право управлять его имуществом. Либо остаться мирским человеком (эксомониты греч. ἐξωμονίται) и управлять монастырским имуществом по договору. Ренту адельфотарий-эксомонит получал в виде ситиресия, то есть естественным продуктом.
Право адельфата могло стать и предметом пожалования, дарения, купли-продажи. Феодор Продром посвятил целый поэтический цикл, в котором благодарит императора Мануила I за дарованный адельфат в Манганском монастыре.
Распоряжаясь монастырским имуществом, адельфотарии получали возможность вмешательства во внутреннюю жизнь монастыря. Их деятельность могла приносить монастырю убытки. Поэтому ряд монастырских типиконов запрещают подобные отношения. Вполне допустимым адельфат считал канонист Феодор Вальсамон.